# Römische Zahlschrift
| Falls im folgenden Text Zeichen nicht korrekt dargestellt werden, liegt das am Zeichensatz, siehe Darstellung von römischen Zahlen in Unicode und Hilfe bei Darstellungsproblemen. |

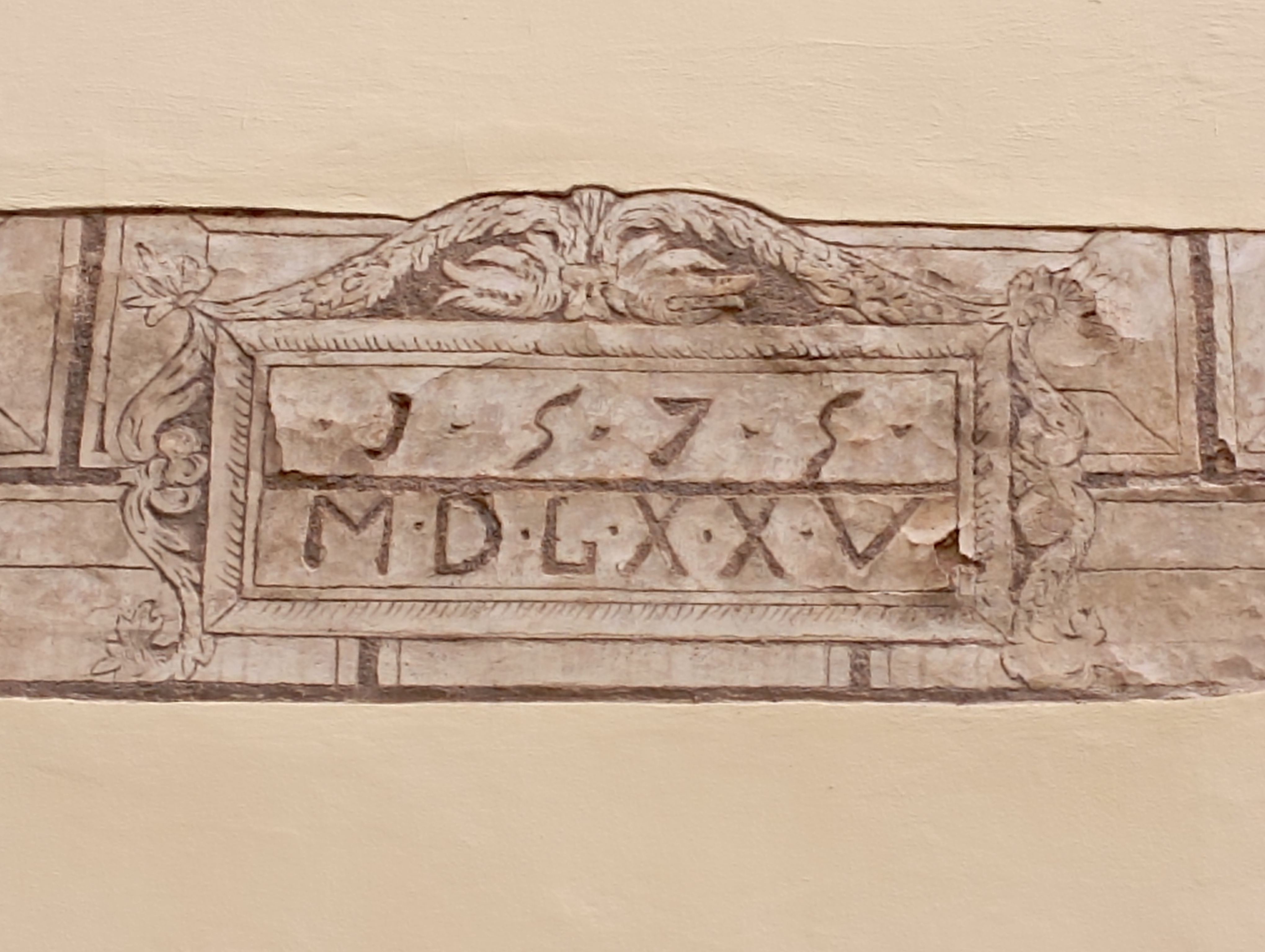
Jahr 1575 in arabischen und römischen Ziffern

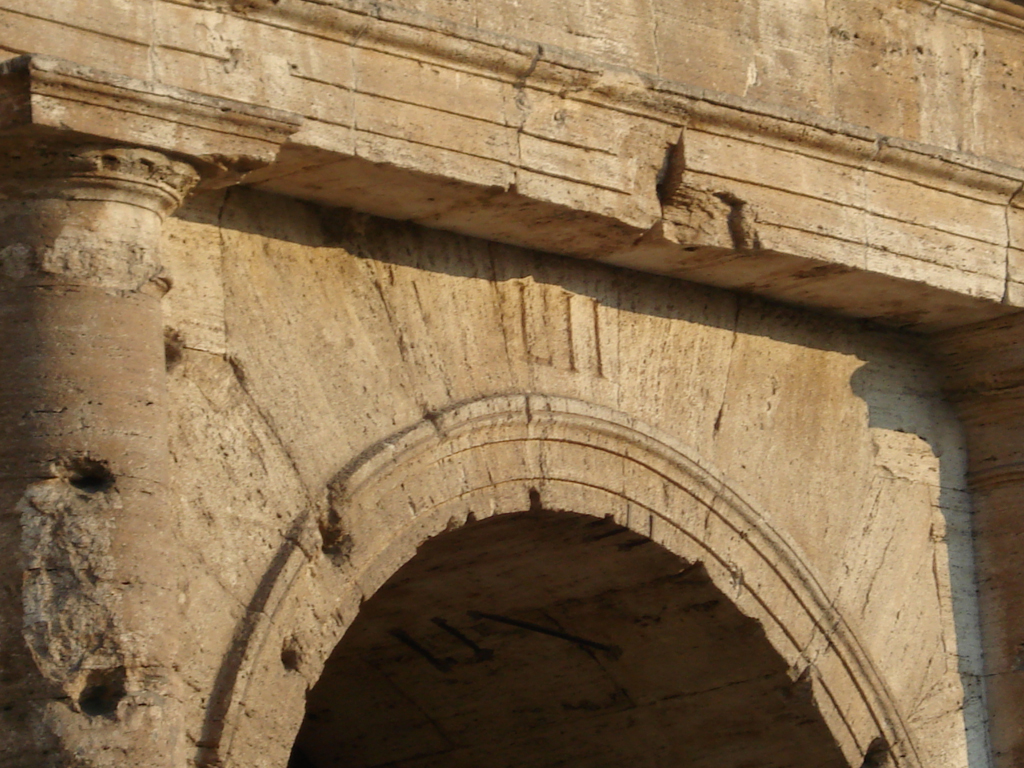
Eingang des Kolosseums mit der römischen Zahl LII (52)

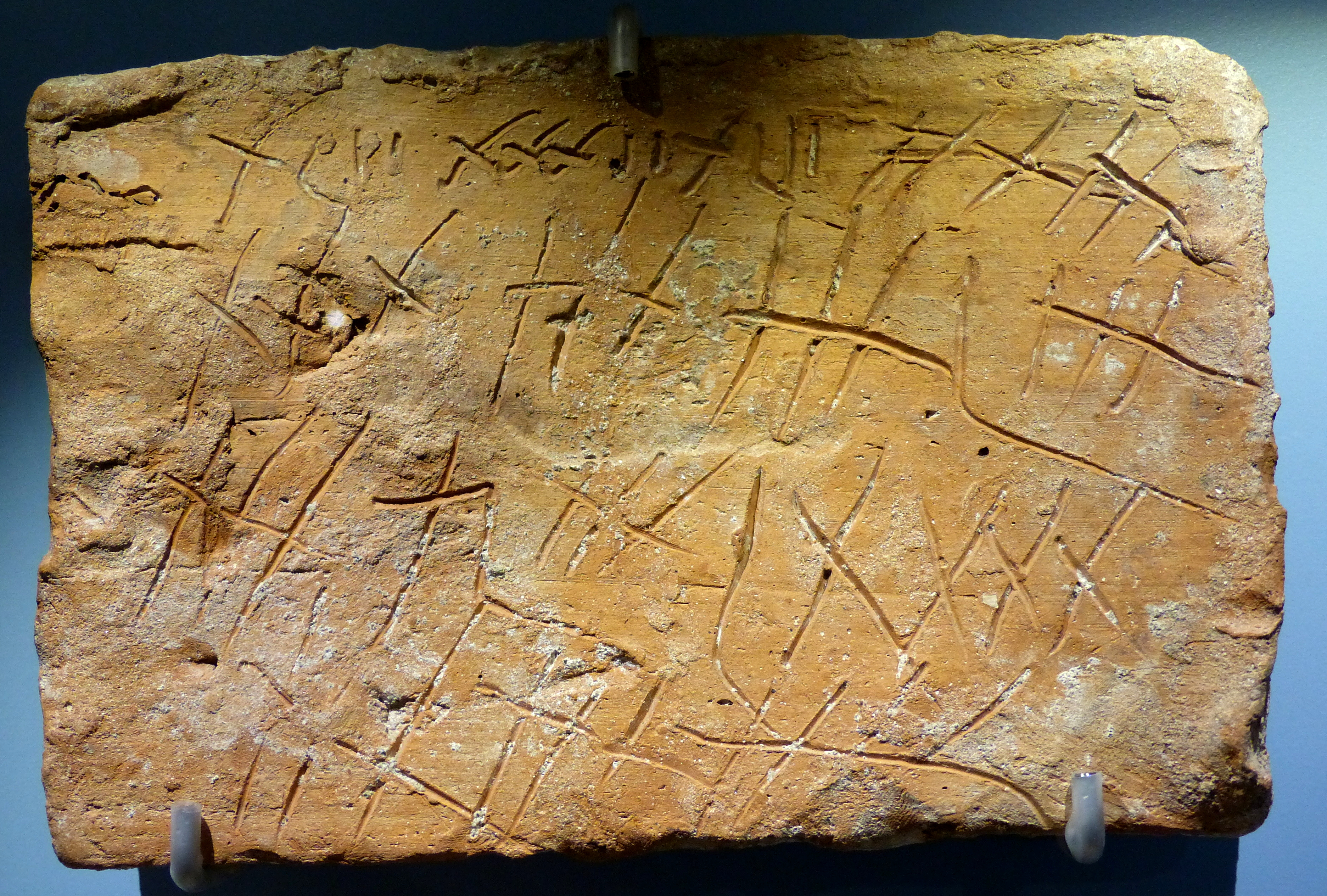
Römische Zahlen auf einem Ziegel (3. Jahrhundert) aus Enns (Oberösterreich)

Als römische Ziffern werden die Zahlzeichen einer in der römischen Antike entstandenen und noch für Nummern und besondere Zwecke gebräuchlichen Zahlschrift bezeichnet. In der heute üblichen Form werden darin die lateinischen Buchstaben I (1), V (5), X (10), L (50), C (100), D (500) und M (1000) als Zahlzeichen für die Schreibung der natürlichen Zahlen verwendet.
Es handelt sich um eine additive Zahlschrift mit ergänzender Regel für die subtraktive Schreibung bestimmter Zahlen, aber ohne Stellenwertsystem und ohne Zeichen für Null. Zugrunde liegt ein kombiniert quinär-dezimales oder biquinäres Zahlensystem mit den Basiszahlen 5 und 10.

## Darstellung

### Allgemeines

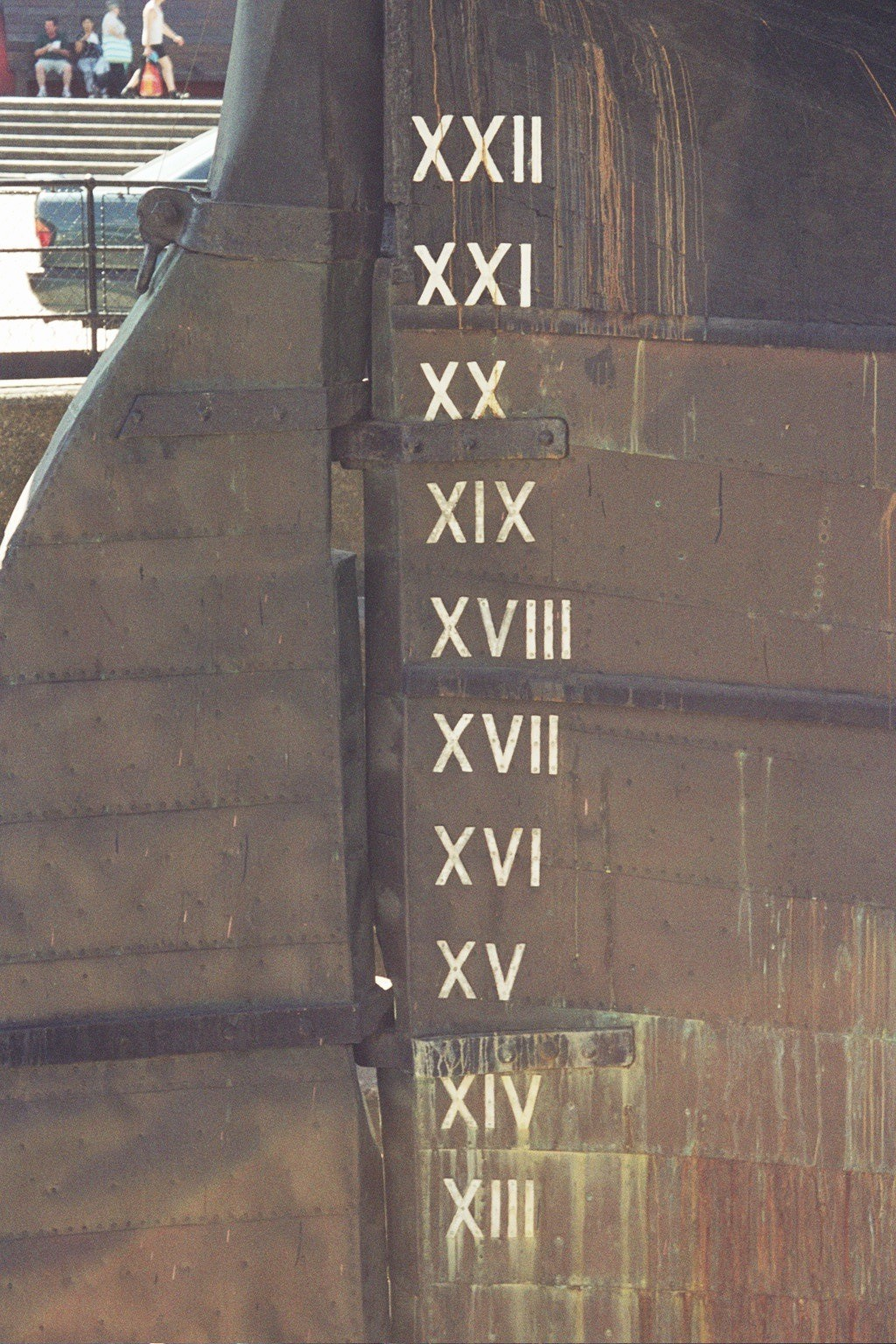
Römische Zahlen am Heck des Schiffes Cutty Sark zeigen den Tiefgang in Fuß an; die Zahlen reichen von 13 bis 22 (von unten nach oben).

Die in der römischen Zahlschrift verwendeten Zeichen haben einen festen Wert. Dabei gibt es die Zehnerpotenzen als Basiswerte (die „Einer“) und die fünffachen Hilfsbasiswerte (die „Fünfer“). Abgesehen von der subtraktiven Schreibung ist der Wert unabhängig von der Position.
| Großbuchstaben | I | V | X  | L  | C   | D   | M    | ↁ    | ↂ      | ↇ      | ↈ       |
| Wert           | 1 | 5 | 10 | 50 | 100 | 500 | 1000 | 5000 | 10.000 | 50.000 | 100.000 |

Merkhilfe für M und C: M von lateinisch „mille“ für 1.000; C von „centum“ für 100 (vgl. „Centurie“)
In der Neuzeit ist die Darstellung mit Großbuchstaben (Majuskeln) üblich. Schreibweisen mit Kleinbuchstaben werden seit dem Mittelalter verwendet und bedeuten für den Zahlenwert keinen Unterschied, allerdings kann es zu Verwechslungen von i und l kommen. Für Seitennummerierungen (beispielsweise im Vorwort, zur Abgrenzung vom eigentlichen, mit indischen Ziffern nummerierten Hauptteil eines Buches) und alphanumerische Gliederungen werden sie noch verwendet.

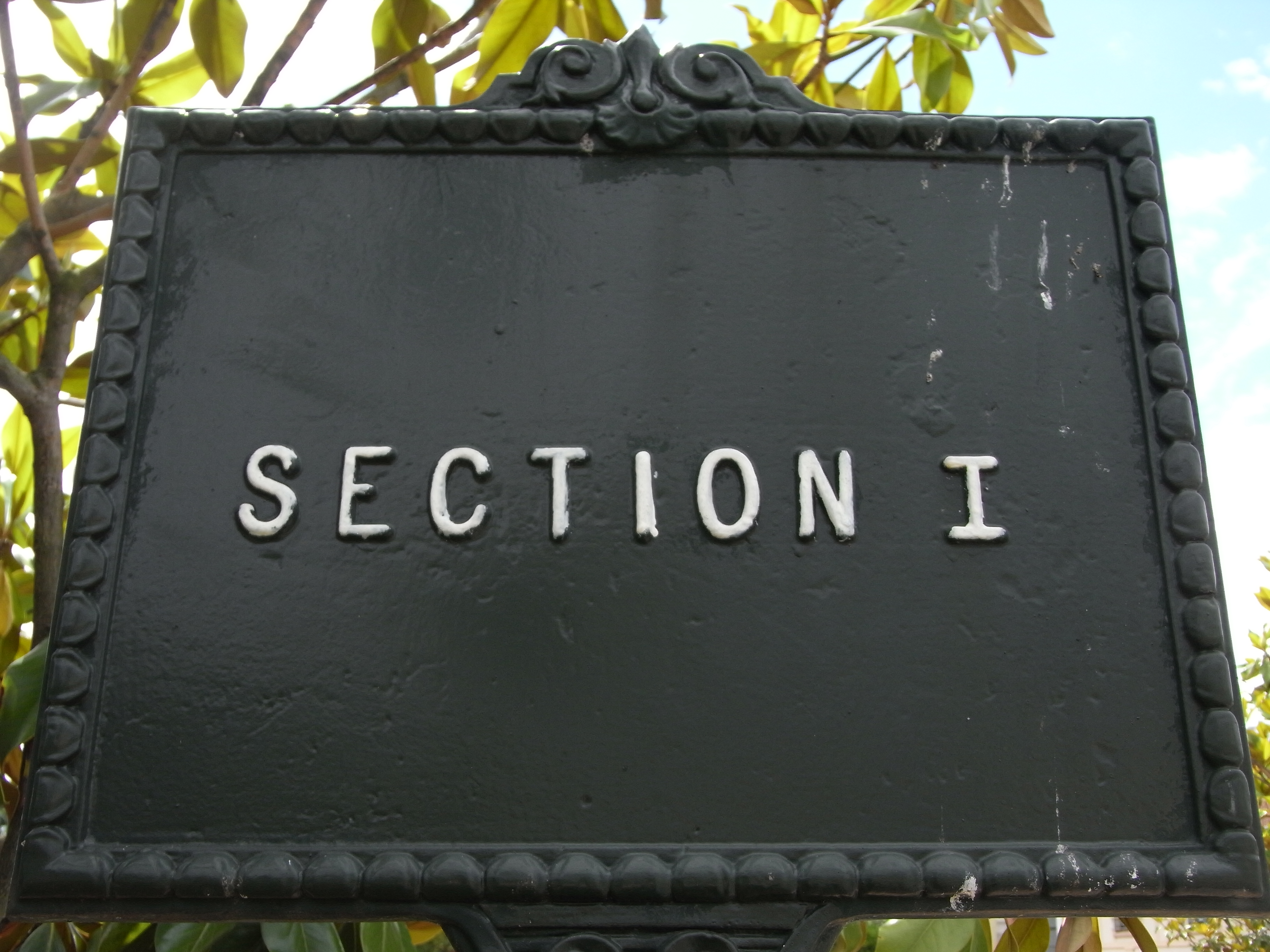
Römische Ziffer „I“ (mit betonten Serifen) im Kontrast zum (serifenlosen) Großbuchstaben „I“.

Bisweilen, insbesondere bei handschriftlichen Aufzeichnungen, werden römische Zahlen zur Unterscheidung von normalen Buchstaben durch einen Überstrich oder Über- und Unterstrich gekennzeichnet (so bei IX = 9, nicht [ɪks]; oder  = 1967).
Als sich im Mittelalter und der frühen Neuzeit aus den Buchstaben I und V die Abwandlungen J und U entwickelten, wurden diese oft für den jeweils gleichen Zahlenwert benutzt. Vor allem bei Minuskeln wurde ein schließendes i durch ein j wiedergegeben: j = 1; ij = 2; iij = 3 usw. Diese Schreibweise ist nicht mehr üblich.

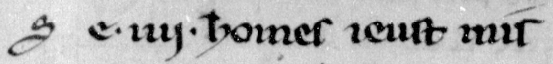
Beispiel zu iiij aus dem 13. Jahrhundert.

### Adaption in anderen Alphabeten

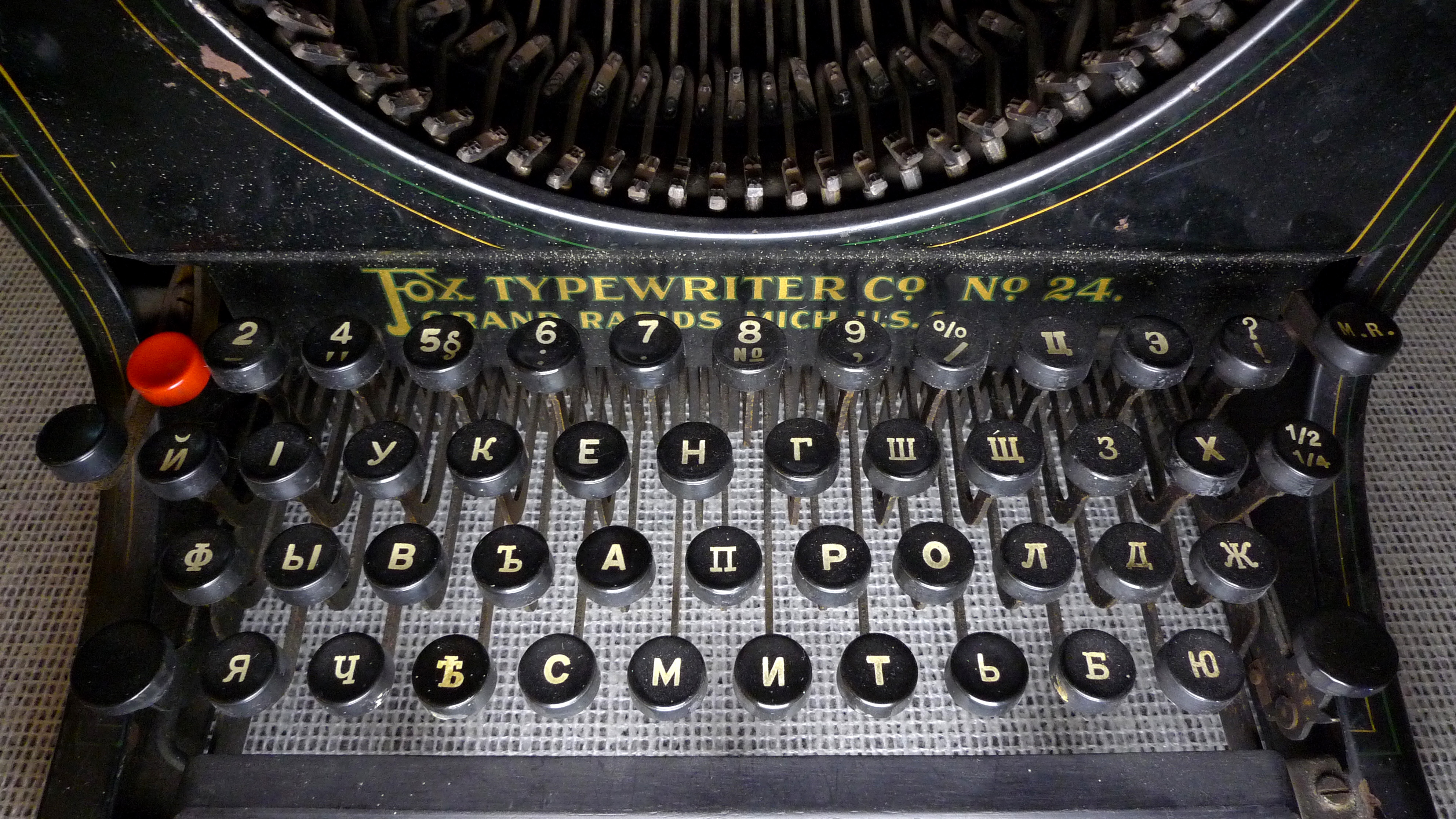
Russische Schreibmaschine aus dem Jahr 1912. Es gibt weder eine dedizierte Ziffer 1 noch eine Ziffer 3, stattdessen wurden die Buchstaben und genutzt.

In Ländern mit nichtlateinischer Schrift wurden die römischen Zahlen zum Teil mit anderen, graphisch passenden, einheimischen Zeichen geschrieben. So werden beispielsweise die Ziffer 1 oder den Buchstaben І (auf vielen Schreibmaschinen identisch), für die römische Eins, die Buchstaben П für II, Ш für III und У für V genutzt. Während mehrere I zu einem Zeichen zusammengefasst werden, werden X wie üblich wiederholt.
| Zeichen | 1 | П | Ш | 1У | У | У1 | УП | УШ | 1Х | Х  | Х1 | ХП | … | Х1Х | ХХ | ХХ1 | … | ХХХ | … | ХХХУШ | ХХХ1Х |
| Wert    | 1 | 2 | 3 | 4  | 5 | 6  | 7  | 8  | 9  | 10 | 11 | 12 | … | 19  | 20 | 21  | … | 30  | … | 38    | 39    |

Für 50 (L), 100 (C), 500 (D) und 1000 (M) werden die kyrillischen Großbuchstaben Л, С, Д und М genutzt.

### Varianten
In der Antike wurden auch andere als die später üblichen Buchstaben zur Darstellung von Zahlen verwendet (Auswahl, ▶ = sortiert nach):
| Zeichen ▶ | A   | A     | B   | B     | D   | D       | D           | E   | F  | G   | H   | K   | K       | N  | N      | O  | P   | Q   | R  | S  | T   | Y   | Z     | Z         |
| Wert      | 500 | 5.000 | 300 | 3.000 | 500 | 500.000 | 500.000.000 | 250 | 40 | 400 | 200 | 151 | 151.000 | 90 | 90.000 | 11 | 400 | 500 | 80 | 70 | 160 | 150 | 2.000 | 2.000.000 |

| Zeichen | O  | F  | S  | R  | N  | Y   | K   | T   | H   | E   | B   | G   | P   | A   | D   | Q   | Z     | B     | A     | N      | K       | D       | Z         | D           |
| Wert 0▶ | 11 | 40 | 70 | 80 | 90 | 150 | 151 | 160 | 200 | 250 | 300 | 400 | 400 | 500 | 500 | 500 | 2.000 | 3.000 | 5.000 | 90.000 | 151.000 | 500.000 | 2.000.000 | 500.000.000 |

### Umrechnung

#### Einfache Umrechnung
Zur Umrechnung in eine römische Zahl ohne die weiter unten beschriebene Umrechnung mit Subtraktionsregel genügt es, mit den großen römischen Ziffern beginnend, deren Wert so häufig wie möglich von der umzurechnenden Zahl abzuziehen und die römischen Ziffern dabei zu notieren. Dadurch werden die Ziffern automatisch der Größe nach sortiert:
| 1 × 1000 | + | 1 × 500 | + | 4 × 100 | + | 1 × 50 | + | 3 × 10 | + | 4 × 1 | = | 1984           |
| M        | + | D       | + | CCCC    | + | L      | + | XXX    | + | IIII  | = | MDCCCCLXXXIIII |

Um eine solche römische Zahl wieder zurückzurechnen, sind nur die Werte der einzelnen Zahlenzeichen zu addieren.

#### Subtraktionsregel
Die Subtraktionsregel ist eine übliche, verkürzende Schreibweise, mit der vermieden wird, vier gleiche Zahlzeichen in direkter Aufeinanderfolge zu schreiben. Sie wurde bereits in römischer Zeit gelegentlich angewandt, ihre konsequente Anwendung erscheint jedoch erst seit dem späteren Mittelalter, dabei häufig noch in vermischter Anwendung mit Schreibung einzelner Zahlen ohne Subtraktionsprinzip, und ist seither lediglich eine weithin vorherrschende Konvention geblieben, von der besonders in der Epigraphik vielfach kein Gebrauch gemacht wird.
Die Subtraktionsregel in ihrer Normalform besagt, dass die Zahlzeichen I, X und C einem ihrer beiden jeweils nächstgrößeren Zahlzeichen vorangestellt werden dürfen und dann in ihrem Zahlwert von dessen Wert abzuziehen sind:
- I vor V oder X: IV (4), IX (9)
- X vor L oder C: XL (40), XC (90)
- C vor D oder M: CD (400), CM (900)

Zahlzeichen der Fünferbündelung (V, L, D) werden generell nicht in subtraktiver Stellung einem größeren Zeichen vorangestellt.
Beispiel:
| 1 × 1000 | + | (−1 × 100 + 1 × 1000) | + | 1 × 50 | + | 3 × 10 | + | (−1 × 1 + 1 × 5) | = | 1984      |
| M        | + | CM                    | + | L      | + | XXX    | + | IV               | = | MCMLXXXIV |

Es gibt zwei Abweichungen von dieser Normalform, die schon seit der Antike vereinzelt zu belegen sind und auch in jüngerer Zeit auftreten:
- Das Zeichen in subtraktiver Stellung wird verdoppelt und dann der Wert zweimal abgezogen, z. B. IIX statt VIII für 8, XXC statt LXXX für 80
- I oder X werden in subtraktiver Stellung nicht nur vor den beiden jeweils nächstgrößeren Zeichen, sondern vor noch höheren Zeichen verwendet, z. B. IL statt XLIX für 49, IC statt XCIX für 99 oder XM statt CMXC für 990

Beide Abweichungen treten mitunter kombiniert auf, also IIL statt XLVIII für 48, IIC statt XCVIII für 98.
Die subtraktive Schreibung wird zuweilen mit den subtraktiven lateinischen Zahlwörtern in Verbindung gebracht, stimmt aber mit diesen nicht überein. Bei den lateinischen Zahlwörtern werden die Wörter für 1 und 2, aber nicht die für 10 und 100 subtraktiv verwendet und hierbei dann nur den Vielfachen der 10 ab 20 (duodeviginti = 18, undeviginti = 19) sowie vereinzelt einmal der 100 (undecentum = 99) vorangestellt.

### Die Null
Eine additive oder kombiniert additiv-subtraktive Zahlschrift wie die römische benötigt kein Zeichen für die Null, wie es dagegen in einem Stellenwertsystem wie dem Dezimalsystem und dessen üblicher indo-arabischer Schreibung als Platzhalter eine grundlegende Rolle spielt. Die Römer kannten zwar sprachliche Ausdrücke für „nicht etwas“ (nullum) und „nichts“ (nihil), aber kein Zahlzeichen und keinen eigenen mathematischen Begriff für einen Zahlwert „Null“. Bei der Darstellung von Zahlen auf dem Rechenbrett wird das Nichtvorhandensein eines Stellenwertes durch Freilassen der entsprechenden Spalte angezeigt; in Tabellenwerken ist das Fehlen einer Zahl zuweilen durch einen waagerechten Strich, manchmal kombiniert mit einem kleinen Kreis, markiert. Zur Bezeichnung der Null hat Beda Venerabilis um 725 n. Chr. das Zeichen N verwendet. Die Verwendung von N für „nichts“ hat im historischen Maßsystem der Apotheker lange überlebt – bis weit ins 20. Jahrhundert hinein wurde es bei der Bezeichnung von Mengen in pharmazeutischen Rezepten verwendet.

### Große Zahlen
Für große Zahlen (ab 1000) gibt es mehrere Möglichkeiten der Darstellung:
| Vergleich der Schreibweisen großer Zahlen | Vergleich der Schreibweisen großer Zahlen | Vergleich der Schreibweisen großer Zahlen | Vergleich der Schreibweisen großer Zahlen | Vergleich der Schreibweisen großer Zahlen | Vergleich der Schreibweisen großer Zahlen |
| mit Apostrophus                           | mit Rahmen                                | mit Vinculum                              | Multiplikationsschreibweise               | mit Cifrão oder Calderón                  | Dezimal                                   |
| ----------------------------------------- | ----------------------------------------- | ----------------------------------------- | ----------------------------------------- | ----------------------------------------- | ----------------------------------------- |
| I                                         | I                                         | I                                         | I                                         | I                                         | 1                                         |
| V                                         | V                                         | V                                         | V                                         | V                                         | 5                                         |
| X                                         | X                                         | X                                         | X                                         | X                                         | 10                                        |
| L                                         | L                                         | L                                         | L                                         | L                                         | 50                                        |
| C                                         | C                                         | C                                         | C                                         | C                                         | 100                                       |
| IↃ                                        | D                                         | D                                         | D                                         | D                                         | 500                                       |
| ↀ, CIↃ                                    | M                                         | M                                         | M                                         | I $                                       | 1000                                      |
| ↁ, IↃↃ                                    | ↁ, IↃↃ                                    | V                                         | V•M                                       | V $                                       | 5000                                      |
| ↂ, CCIↃↃ                                  | ↂ, CCIↃↃ                                  | X                                         | X•M                                       | X $                                       | 10.000                                    |
| ↇ, IↃↃↃ                                   | ↇ, IↃↃↃ                                   | L                                         | L•M                                       | L $                                       | 50.000                                    |
| ↈ, CCCIↃↃↃ                                | I                                         | C                                         | C•M                                       | C $                                       | 100.000                                   |
| IↃↃↃↃ                                     | V                                         | D                                         | D•M                                       | D $                                       | 500.000                                   |
| CCCCIↃↃↃↃ                                 | X                                         | I, M                                      | M•M                                       | I $ $                                     | 1.000.000                                 |
| CCCCIↃↃↃↃ ↈↈↂↂↂ ↀↁ IↃ LXVII               | XII ↂↂↂMↁDLXVII                           | ICCXXXIVDLXVII                            | MCCXXXIV•M DLXVII                         | I $ CCXXXIV $ DLXVII                      | 1.234.567                                 |

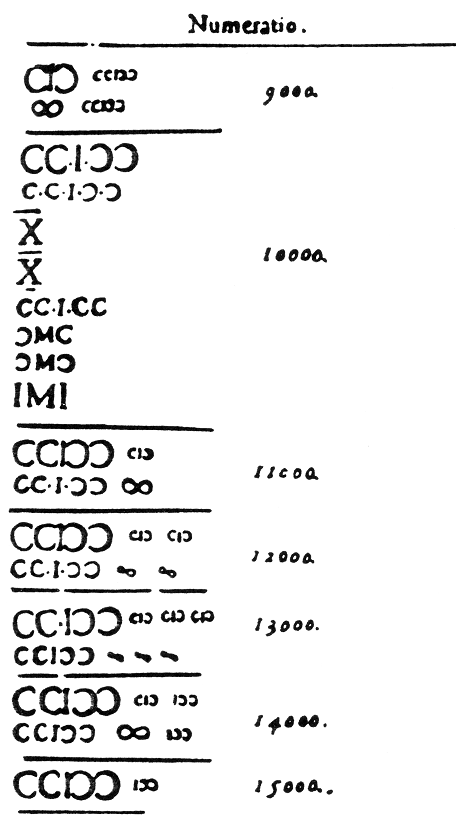
Seite aus einem Handbuch aus dem 16. Jahrhundert mit Mix von Apostrophus und Vinculum
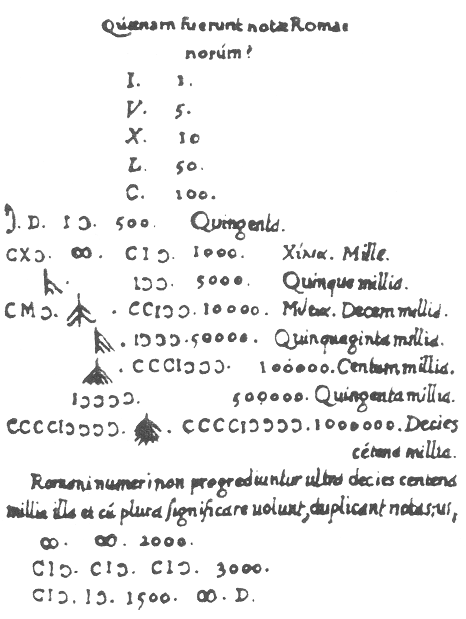
Übersicht aus dem Jahr 1582 u. a. mit Apostrophus und aus „ᛣ“ abgeleiteten archaischen Varianten (G. Ifrah 1998, Abb. 246, 9. Variante)

Die Schreibweisen wurden auch gemischt, wie die Schreibweise mit Apostrophus und die Multiplikationsschreibweise.

#### Schreibweise mit Apostrophus
| Römische Ziffer | Wert    |
| --------------- | ------- |
| D, IↃ           | 000.500 |
| ↀ, CIↃ          | 001.000 |
| ↁ, IↃↃ          | 005.000 |
| ↂ, CCIↃↃ        | 010.000 |
| ↇ, IↃↃↃ         | 050.000 |
| ↈ, CCCIↃↃↃ      | 100.000 |

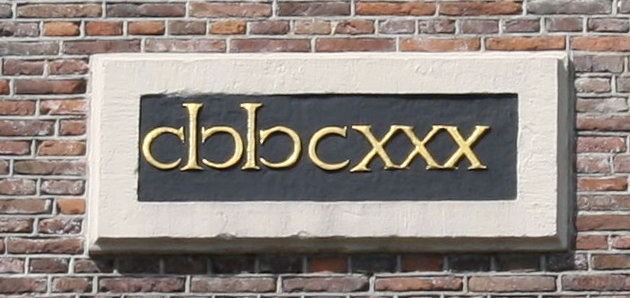
Jahreszahl 1630 in Apostrophus-Schreibweise an der Westerkerk (Amsterdam)

Der römische Apostrophus, ein Zeichen, das aussieht wie eine schließende Klammer oder ein an der Vertikalen gespiegeltes C (Ↄ), leitet sich, wie auch andere römische Ziffern, aus chalkidisch-griechischen Zahlzeichen ab.
Das ursprüngliche Zeichen für 1000, das Phi (Φ, auch geschrieben ↀ oder CIↃ) kann als eine Zusammensetzung von einem C, einem I und einem Apostrophus angesehen werden: CIↃ. Durch das Hinzufügen weiterer Bögen, oder C und Apostroph wurde der Wert jeweils verzehnfacht: ↂ oder CCIↃↃ für 10.000, CCCIↃↃↃ oder kurz ↈ für 100.000.
Die römische 500, die Hälfte von 1000, entsteht auch durch die Halbierung des Zeichens: ↀ → D. Die Bildung von 5000, 50.000 und den folgenden verläuft analog: ↁ oder IↃↃ sowie ↇ oder IↃↃↃ. Die Verwendung dieser Schreibweise findet sich beispielsweise auf einer unter Augustus angefertigten Kopie einer Inschrift (CIL 6.1300) an der columna rostrata zum ersten römischen Seessieg durch Gaius Duilius über die Karthager.

#### Schreibweise mit Rahmen
Da die Apostrophus-Schreibweise für sehr große Zahlen unhandlich war, wurde ein Rahmen um eine Ziffer oder Zifferngruppe gezeichnet, um deren Wert mit 100.000 zu multiplizieren. Der Rahmen war üblicherweise unten offen: X, es kommen aber auch vollkommen geschlossene: X, sowie Schreibweisen, die die Zahlzeichen nur links und rechts mit vertikalen Linien einrahmen: X vor.
Die Verwendung der 100.000 als Multiplikationszahl entspricht den römischen Zahlwörtern für große Zahlen, wie decies centena milia (buchstäblich „zehnmal je hundert Tausender“ = eine Million), quadringenties milies centena milia („vierhundertmal tausendmal je hundert Tausender“ = 40 Milliarden, die Staatsschulden Vespasians). Dabei wurde centena milia oft weggelassen, wobei durch die Verwendung der Multiplikativzahl statt der Kardinalzahl (decies statt decem) klar war, dass sie mit 100.000 multipliziert werden musste.

#### Schreibweise mit Vinculum
Ein Vinculum (auch Titulus) ist ein Querstrich über den Ziffern, um eine Multiplikation mit 1000 anzuzeigen: X, der Querstrich konnte über mehrere Ziffern gleichzeitig gezogen werden. Möglich waren mehrere Querstriche für höhere Tausenderpotenzen (beispielsweise XLICLVIDCV = 41.156.605).
Diese Schreibweise darf nicht mit der Kennzeichnung römischer Zahlen durch einen Überstrich (zum Beispiel VI für 6) zur Unterscheidung von normalen Buchstaben verwechselt werden.

#### Multiplikationsschreibweise
Mit größeren Zehnerpotenzen ab 1000 wurde manchmal eine stellenwertbezogene Multiplikationsschreibweise verwendet. Dazu wurde links von dem Zeichen ein Multiplikationsfaktor geschrieben, zum Beispiel V•M für Fünftausend (5 × 1000). Ein mittelalterlicher Buchhaltungstext aus dem Jahr 1301 zeigt beispielsweise Zahlen wie 13.573 als „XIII. M. V. C. III. XX. XIII“, d. h. „13×1000 + 5×100 + 3×20 + 13“.

#### Hochstellungen

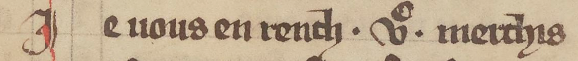
Auszug aus der Bibliothèque nationale de France. Die römische Zahl für 500 wird als V^{C} wiedergegeben, statt als D.

Eine Variante dieser Schreibweise benutzt zwecks besserer Lesbarkeit und Eindeutigkeit Hochstellungen. Ein Beispiel ist die Jahreszahl 1519 geschrieben als XVCXIX wie im Deutschen „fünfzehnhundertneunzehn“ oder im Französischen quinze-cent-dix-neuf.
In einigen französischen Texten aus dem 15. Jahrhundert und später findet man Konstruktionen wie IIIIXXXIX für 99, was die französische Lesart dieser Zahl als quatre-vingt-dix-neuf (vier-zwanzig und neunzehn) widerspiegelt.
In ähnlicher Weise findet man in einigen englischen Dokumenten z. B. 77 geschrieben als „iiixxxvii“ (was „three-score and seventeen“ gelesen werden könnte).

#### Schreibweise mit Cifrão oder Calderón
Im 16. Jahrhundert kamen Schreibweisen von Zahlen auf, die spezielle Tausendertrennzeichen verwendeten, um große Zahlen zu gliedern. In Portugal wurde der Cifrão verwendet, ein Symbol ähnlich dem $, in Spanien der Calderón, ein U-ähnliches Zeichen (⊍). Diese Zeichen wurden sowohl mit indischen als auch mit römischen Zahlen benutzt. Die Zahl 18.642 wurde also 18 $ 642 beziehungsweise XVIII $ DCXLII geschrieben.

### Besonderheiten
Die gelegentliche Verwendung eines größeren, längeren I anstelle von zwei aufeinanderfolgenden i in lateinischen Texten ist selten in der Darstellung römischer Zahlen anzutreffen. So steht bei Verwendung dieser Schreibweise MDCLXXI nicht etwa für 1671, sondern für 1672.
Im Zimmerhandwerk wird für Abbundzeichen generell die additive Schreibweise verwendet: 4 = IIII, 9 = VIIII, 14 = XIIII und so weiter. Dies ist zum einen unkomplizierter und verhindert zum anderen die Verwechslung von zum Beispiel IX und XI. Eine weitere Besonderheit ist die häufig verwendete Schreibweise X/ für XV.
Auf Uhrenzifferblättern wird die Zahl 9 in der Regel nach der Subtraktionsregel als IX geschrieben, die Zahl 4 aber oft als IIII.
Auch bei den Nummern der Portale antiker Arenen wurden die Zahl 4 in dieser Weise geschrieben, etwa beim Portal 64 der Arena von Verona. Isaac Asimov erwähnte einmal eine „interessante Theorie“, dass die Römer deshalb die Schreibweise IV vermieden, weil dies die Anfangsbuchstaben der lateinischen Schreibweise IVPITTER des Gottes Jupiter waren und hätte pietätlos erscheinen können. Aber auch die Verwendung eines vierfachen C für 400 auf der Admiralty Arch, London, hat antike römische Vorbilder, etwa die Inschrift auf einem Meilenstein in Forum Popilii (Lukanien), zu sehen im Museo della Civiltà Romana, Rom (G. Ifrah, Abb. 118).

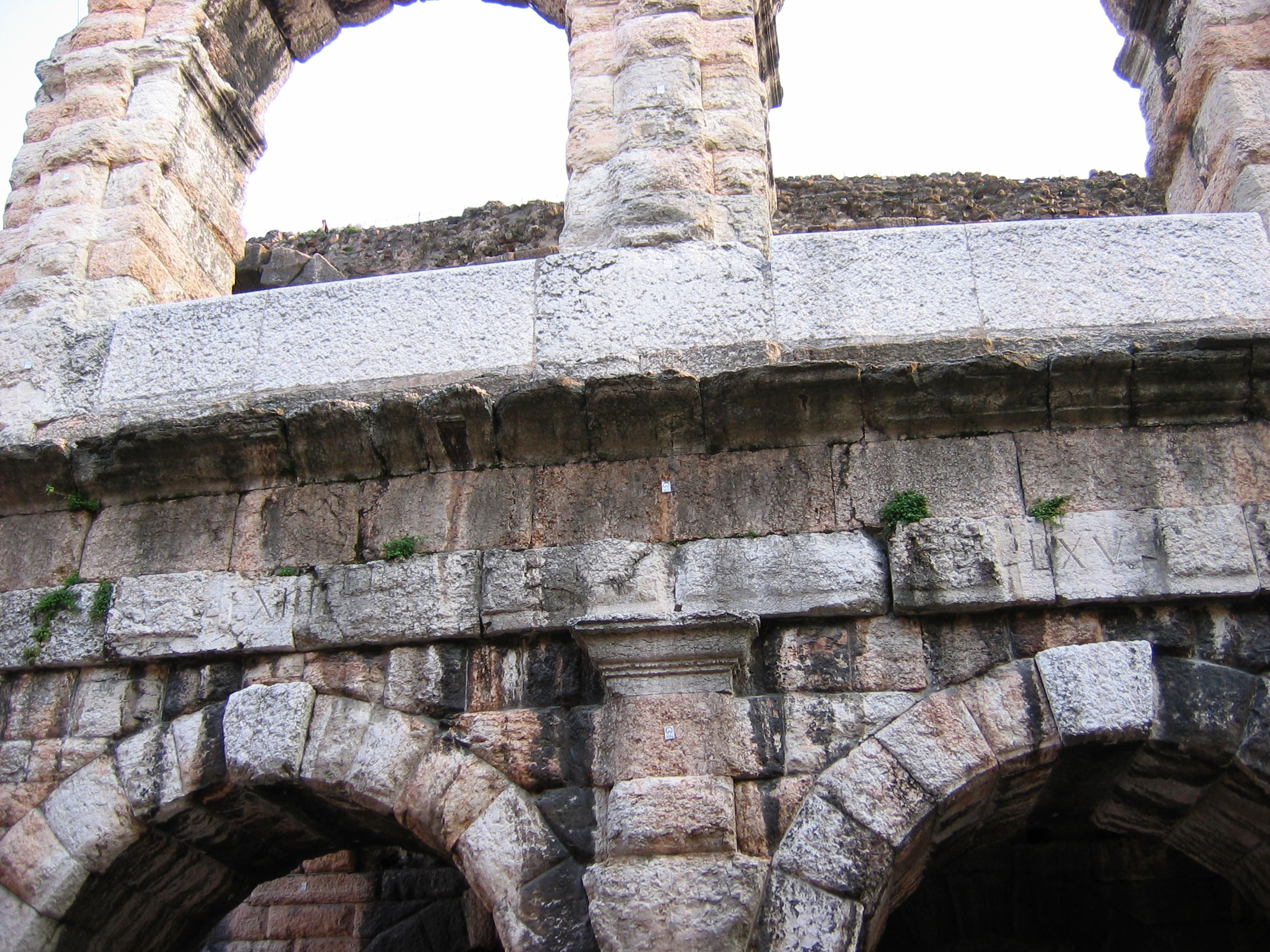
Die antiken Portale 64 und 65 der Arena von Verona, bezeichnet mit LXIIII bzw. LXV
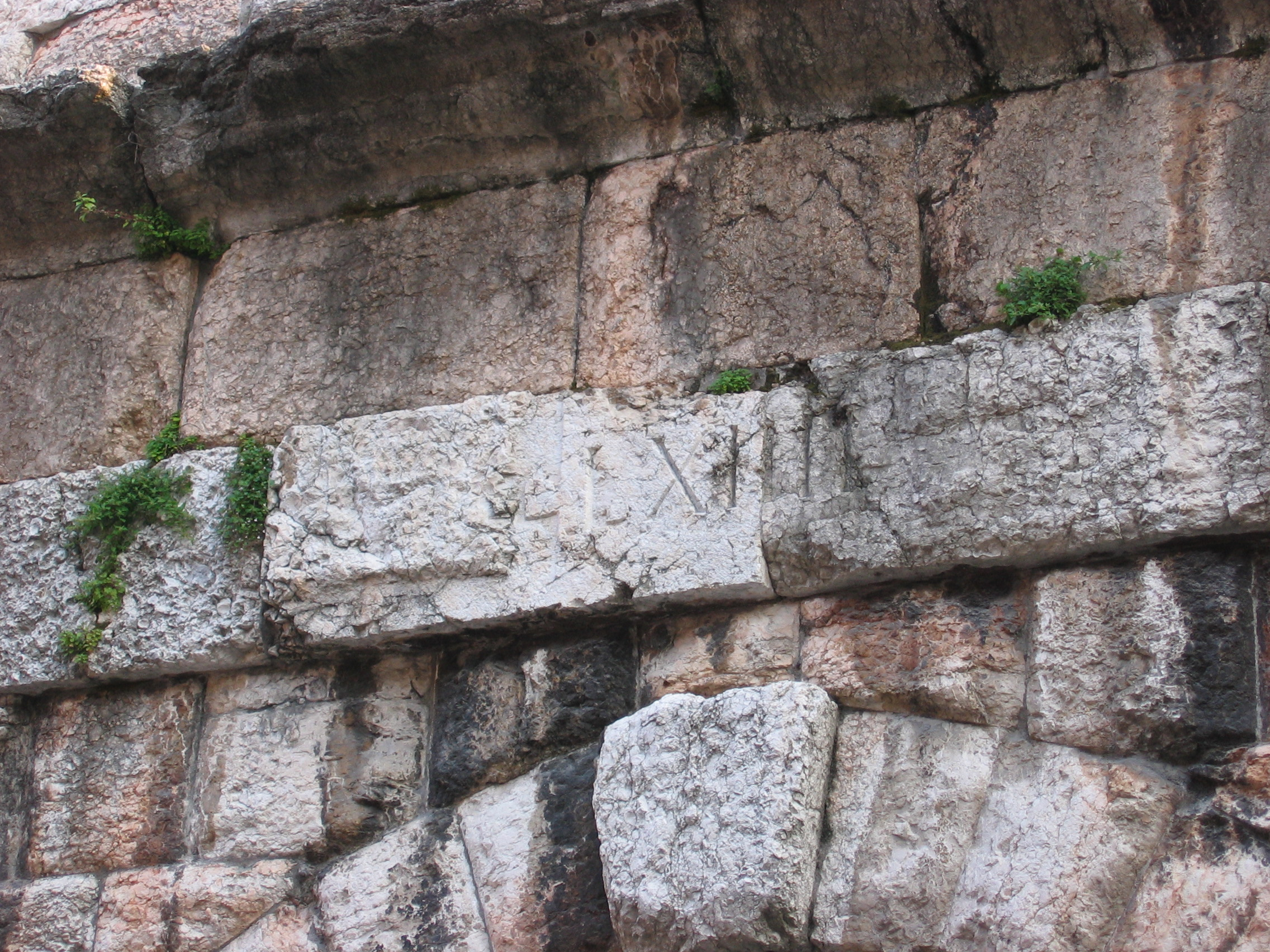
Detail des Portals 64
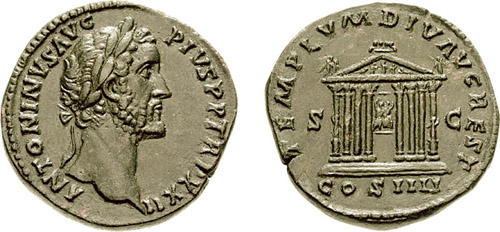
Sesterz des Kaisers Antoninus Pius, Rückseite: „COS IIII“, d. h. 4. Consulat
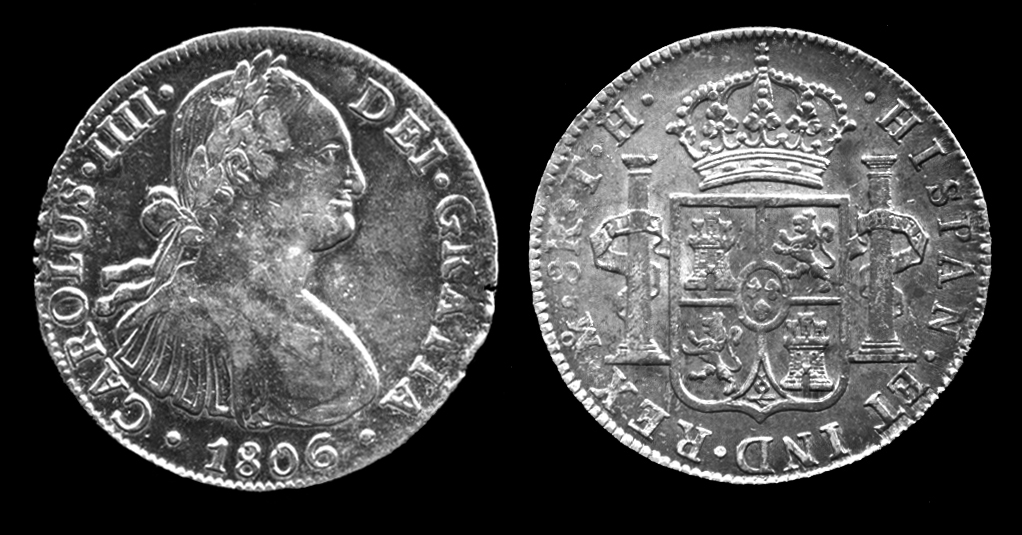
Spanischer Real mit IIII statt IV als Registernummer von Karl IV von Spanien
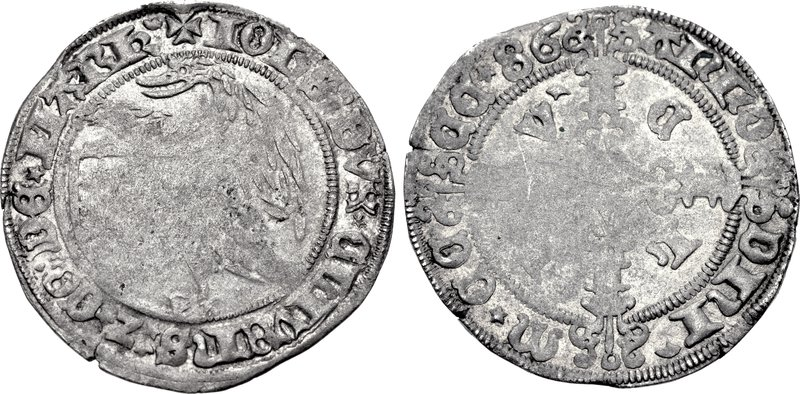
Schwanenstüber von 1486 des Herzogs Johann II. von Kleve. Das Prägejahr ist zum Teil in römischen und arabischen Zahlen angegeben (MCCCC86).
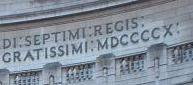
Die Jahreszahl 1910 auf dem Admiralty Arch, London, als MDCCCCX wiedergegeben und nicht wie üblich als MCMX
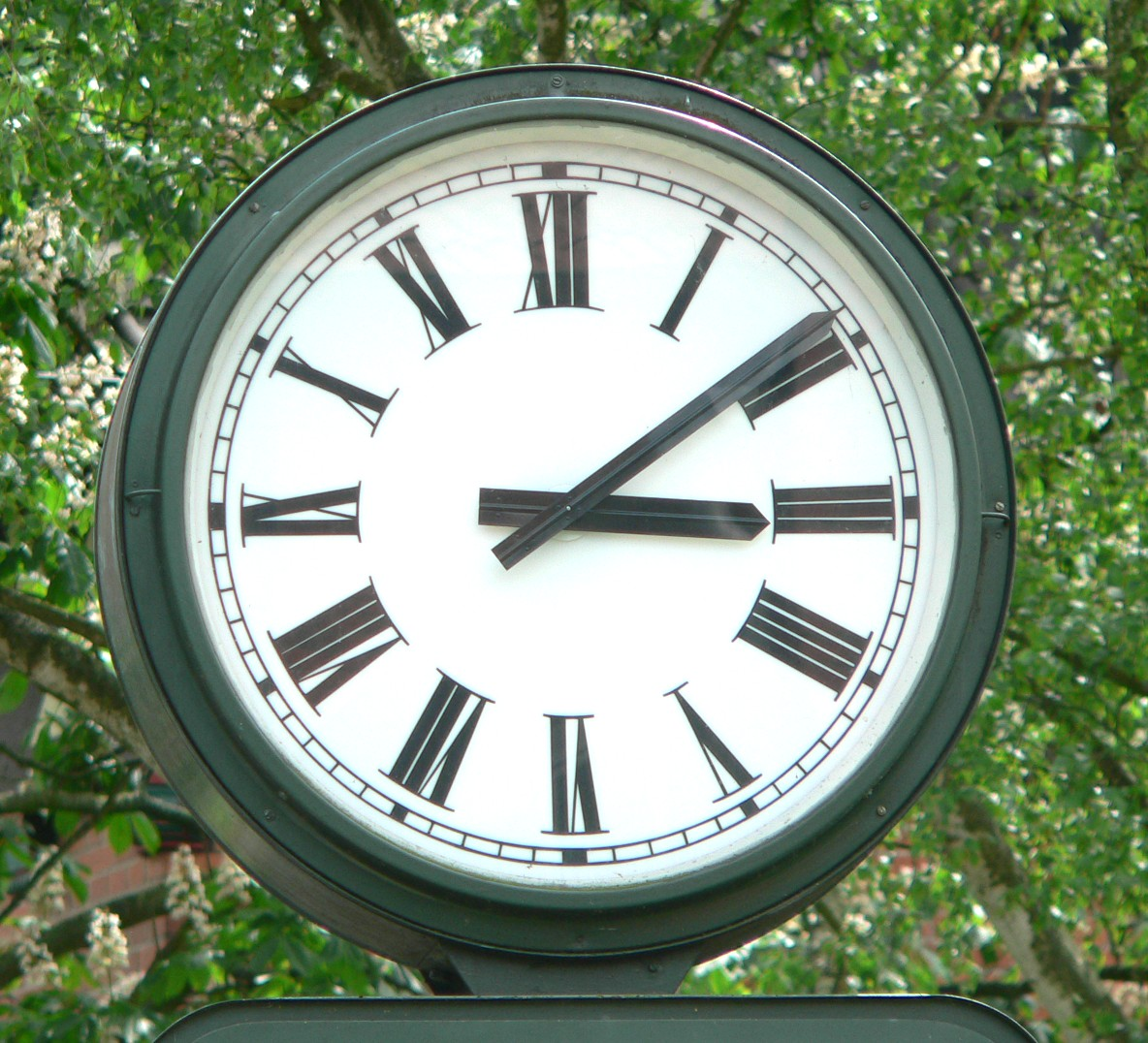
Ein typisches Zifferblatt mit römischen Ziffern in Bad Salzdetfurth mit der IIII

### Brüche

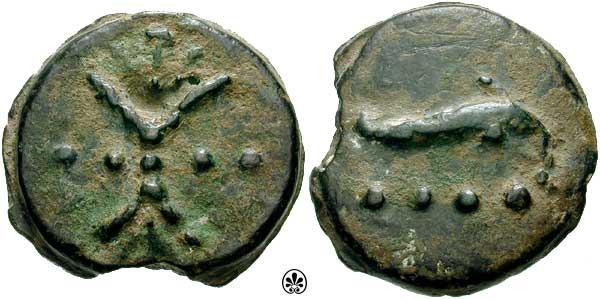
Römische Triens (= eines Asses). Die vier Punkte (····) sind die Wertangabe.

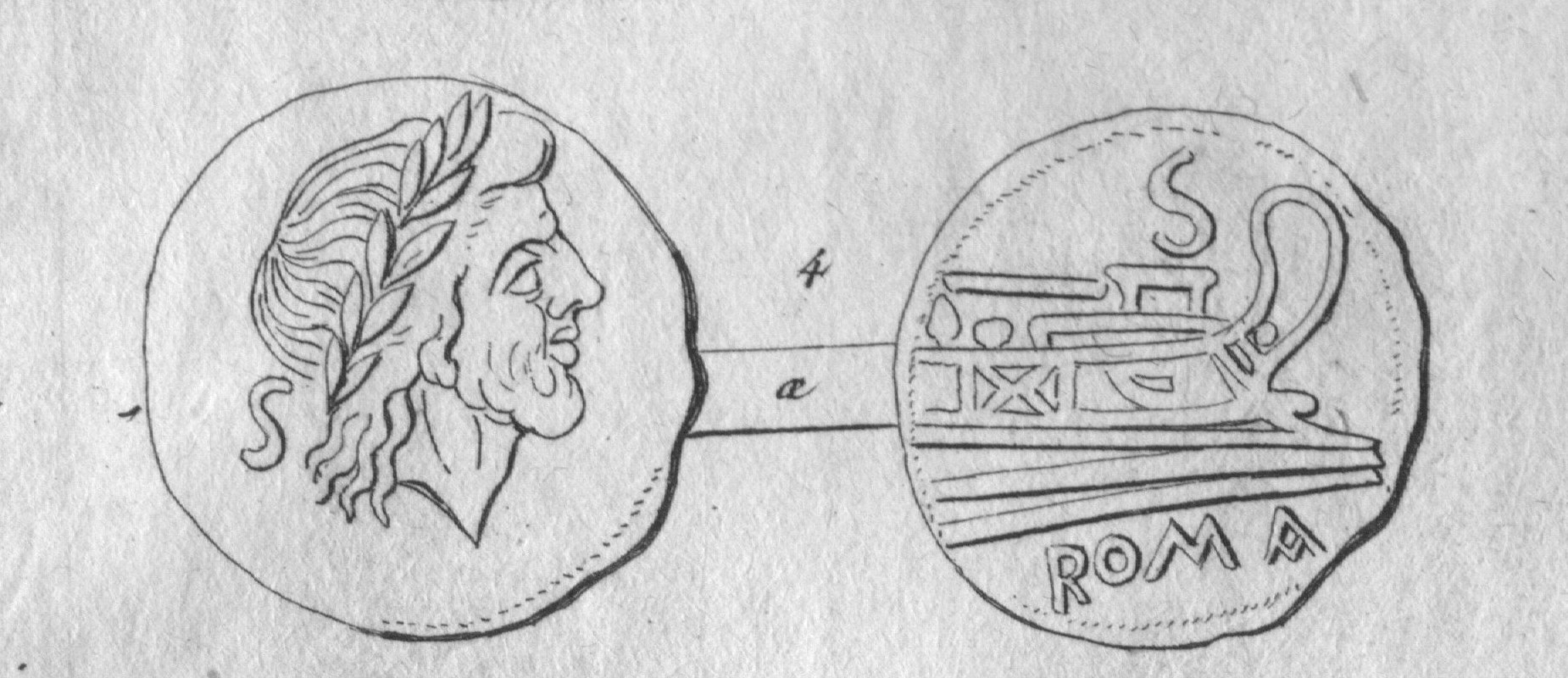
Ein Semis (= eines Asses). Das S bezeichnet den Wert der Münze.

Die Römer nutzten Brüche mit der Basis 12. Die Nutzung der 12 lag nahe, weil sich die am häufigsten benötigten Brüche „eine Hälfte“, „ein Drittel“ und „ein Viertel“ durch Vielfache von {\displaystyle {\tfrac {1}{12}}} darstellen lassen. Der römische Name für ein Zwölftel ist Uncia, ein Wort, das später zum Gewichtsmaß „Unze“ wurde. Für Brüche, deren Zähler um 1 kleiner als der Nenner ist, wurde teilweise eine subtraktive Bezeichnung verwendet wie bei Dodrans (de quadrans, {\displaystyle {\tfrac {3}{4}}}). Brüche wurden ausgeschrieben oder durch stark variierende Zeichen dargestellt. In einigen Fällen wurden sie einer römischen Zahl als eine den Zwölfteln entsprechende Anzahl von Punkten oder kleinen Querstrichen angehängt. Als Zeichen für {\displaystyle {\tfrac {1}{2}}}(semis) oder für {\displaystyle {\tfrac {1}{24}}} (semuncia) wurde vielfach S oder Σ, für {\displaystyle {\tfrac {1}{48}}} (sicilicus) ein seitenverkehrtes C (Ɔ) und für {\displaystyle {\tfrac {2}{72}}} (duae sextulae) ein Zeichen ähnlich dem Z oder der indischen 2 gebraucht. Die Verwendung von S für ½ ist in antiken Inschriften etwa in VIIS zur Angabe von ‚7 1⁄2‘ bezeugt.
| Wert        | Römische Zahlzeichen | Name (Nominativ und Genitiv)                | Bedeutung                                                                          |
| ----------- | -------------------- | ------------------------------------------- | ---------------------------------------------------------------------------------- |
| 1⁄12        | ·                    | Uncia, unciae                               | „Unze“ („Zwölftel“)                                                                |
| 2⁄12 = 1⁄6  | ·· oder :            | Sextans, sextantis                          | „Sechstel“                                                                         |
| 3⁄12 = 1⁄4  | ··· oder ∴           | Quadrans, quadrantis                        | „Viertel“                                                                          |
| 4⁄12 = 1⁄3  | ···· oder ∷          | Triens, trientis                            | „Drittel“                                                                          |
| 5⁄12        | ····· oder ⁙         | Quincunx, quincuncis                        | „fünf Unzen“ (quinque unciae → quincunx)                                           |
| 6⁄12 = 1⁄2  | S                    | Semis, semissis                             | „Hälfte“                                                                           |
| 7⁄12        | S·                   | Septunx, septuncis                          | „sieben Unzen“ (septem unciae → septunx)                                           |
| 8⁄12 = 2⁄3  | S·· oder S:          | Bes, bessis, (Plural bessēs)                | „zweimal (ein Drittel)“ bis triens; dues partes Asis                               |
| 9⁄12 = 3⁄4  | S··· oder S∴         | Dodrans, dodrantis oder nonuncium, nonuncii | „ein Viertel weg“ (de-quadrans → dodrans) oder neun Unzen (nona uncia → nonuncium) |
| 10⁄12 = 5⁄6 | S···· oder S∷        | Dextans, dextantis oder decunx, decuncis    | „ein Sechstel weg“ (de-sextans → dextans) oder zehn Unzen (decem unciae → decunx)  |
| 11⁄12       | S····· oder S⁙       | Deunx, deuncis                              | „eine Unze (Zwölftel) weg“ (de-uncia → deunx)                                      |
| 12⁄12 = 1   | I                    | As, assis                                   | „Einheit“                                                                          |

Weitere römische Notationen für Bruchteile sind beispielsweise:
| Wert          | Römische Zahlzeichen | Name (Nominativ und Genitiv)            | Bedeutung                         |
| ------------- | -------------------- | --------------------------------------- | --------------------------------- |
| 1⁄1728 = 12−3 | 𐆕                    | Siliqua, siliquae                       | „Schote“                          |
| 1⁄288         | ℈                    | Scripulum, scripuli Scrupulum, scrupuli | „Skrupel“                         |
| 1⁄144 = 12−2  | 𐆔                    | Dimidia sextula, dimidiae sextulae      | „halbe Sextula“                   |
| 1⁄72          | 𐆓                    | Sextula, sextulae                       | „1⁄6 Unze“                        |
| 1⁄48          | Ɔ                    | Sicilicus, sicilici                     | „Sichel“                          |
| 1⁄36          | 𐆓𐆓 oder Z oder 2     | Binae sextulae, binarum sextularum      | „zwei Sextulae“ (duella, duellae) |
| 1⁄24          | Σ oder 𐆒 oder Є      | Semuncia, semunciae                     | „1⁄2 Unze“ (semi- + uncia)        |
| 1⁄8           | Σ· oder 𐆒· oder Є·   | Sescuncia, sescunciae                   | „1 ⁄2 Unzen“ (sesqui- + uncia)    |

### Darstellung in Unicode
| Majuskel | Ⅰ | Ⅱ | Ⅲ | Ⅳ | Ⅴ | Ⅵ | Ⅶ | Ⅷ | Ⅸ | Ⅹ  | Ⅺ  | Ⅻ  | Ⅼ  | Ⅽ   | Ⅾ   | Ⅿ    | ↁ    | ↂ      | ↇ      | ↈ       |
| Minuskel | ⅰ | ⅱ | ⅲ | ⅳ | ⅴ | ⅵ | ⅶ | ⅷ | ⅸ | ⅹ  | ⅺ  | ⅻ  | ⅼ  | ⅽ   | ⅾ   | ⅿ    | ↁ    | ↂ      | ↇ      | ↈ       |
| Wert     | 1 | 2 | 3 | 4 | 5 | 6 | 7 | 8 | 9 | 10 | 11 | 12 | 50 | 100 | 500 | 1000 | 5000 | 10.000 | 50.000 | 100.000 |

Der Unicodeblock Zahlzeichen enthält an den Positionen U+2160 bis U+2188 eigene Codes für die römischen Ziffern 1–12, 50, 100, 500, 1000, 5000, 10.000, 50.000 und 100.000 als Groß- und überwiegend auch Kleinbuchstaben sowie einige ungebräuchlich gewordene altrömische Zahlzeichen. Diese Zeichen werden von den Schriftarten, die sie enthalten, in der Regel dicktengleich dargestellt, so dass sie sich als Tabellenziffern sowie für den ostasiatischen (horizontalen oder vertikalen) Satz eignen. Bei vertikaler Schreibrichtung werden sie zudem – im Gegensatz zu gewöhnlichen lateinischen Buchstaben – aufrecht dargestellt. Für die meisten Anwendungen wird im Unicode-Standard dagegen von der Verwendung dieser Zeichen abgeraten, stattdessen sollen römische Zahlen mit den gewöhnlichen lateinischen Buchstaben dargestellt werden.
Weder für die Darstellung eines Rahmens noch für Zeichen mit (mehrfachem) Vinculum sieht Unicode eigene Sonderzeichen vor. Hierzu bedarf es einer sogenannten Smartfonttechnik wie OpenType, um eine an die Buchstabenbreite und -höhe angepasste Variante der Zeichen U+0305 „Combining Overline“ und U+033F „Combining Double Overline“ auswählen zu können, sofern die benutzte Schrift dieses vorsieht. Zur Darstellung des Rahmens kann eine Variante von U+007C „Vertical Line“ benutzt werden. Derzeit sind diese Lösungen nur sehr wenig verbreitet.
Bei der Verwendung von gebrochenen Schriften und Schreibschriften werden römische Ziffern in Antiqua gesetzt. Sofern vorhanden, ist dies über die erwähnten Unicode-Zeichen anstelle von Großbuchstaben möglich. Ersatzweise wird für römische Ziffern eine zur Textschrift passende Antiqua verwendet.

## Geschichte
Wie die meisten Kerbschriften und einfachen Zahlensysteme wurden die römischen Ziffern additiv nach dem Prinzip der kombinierten Zehner- und Fünferbündelung gereiht, so dass nie mehr als vier gleiche Zeichen aufeinanderfolgen. Nach dem Vorbild der Zahlschrift der Etrusker wurde ergänzend auch eine subtraktive Schreibweise praktiziert, bei der die Voranstellung eines Zeichens vor einem der beiden in der Zehnerbündelung nächsthöheren anzeigt, dass sein Wert von diesem abzuziehen ist. In diesem Fall folgen nie mehr als drei gleiche Zeichen einander.
Die ersten drei römischen Zahlzeichen I (1), V oder gerundet U (5) sowie X (10) haben ihre Schreibform im Verlauf der Geschichte im Wesentlichen unverändert beibehalten, davon abgesehen, dass V bzw. U in älteren römischen Inschriften zum Teil noch in kopfständiger Schreibung – mit nach oben weisendem Winkel bzw. Rundbogen – erscheint. Sie finden sich in gleicher oder rotierter Schreibung (V und U regelmäßig kopfständig Λ, statt X manchmal ein aufrecht stehendes Kreuz +) und mit den gleichen Zahlwerten bei den Etruskern. Weitgehend ähnlich – dabei V in einigen Fällen abweichend als einfacher Schrägstrich / vorwärts oder rückwärts geneigt \ – können sie in älteren italischen Kulturen nachgewiesen werden, dort als Beschriftung von Kerbhölzern. Nach dem Ergebnis der Forschungen von Lucien Gerschel aus den 1960er-Jahren kann damit als sicher gelten, dass die Römer und Etrusker diese ersten drei Zahlzeichen aus der Kerbschrift älterer italischer Völker übernommen haben.
| → |

Das ursprüngliche römische Zahlzeichen für 50, bei dem das Zeichen V bzw. U für 5 durch einen senkrechten Abstrich geteilt und so im Wert auf 50 verzehnfacht wurde (ungefähr Ψ oder 𐊜), findet sich mit gleicher Schreibform (nur kopfständig) und mit gleichem Zahlwert bei den Etruskern und ähnlich in Kerbschriften anderer Kulturen. Es gleicht außerdem – in der römischen Schreibung – dem Buchstaben Chi (etwa ᛉ, 𐰸 oder 𐊜) des chalkidischen Alphabets, eines westgriechischen Alphabets, das in den griechischen Kolonien Siziliens in Gebrauch war, bzw. dem Psi der ostgriechischen Alphabete. Im Griechischen steht Chi als Zahlzeichen allerdings für den Wert 1000 (als Anfangsbuchstabe des Zahlwortes für 1000: χιλιοι) oder in der dezimal gegliederten griechischen Zahlschrift für den Wert 600, desgleichen Psi dort für den Wert 700. Ihre zahlschriftliche Verwendung im Griechischen kam außerdem wahrscheinlich erst später in Gebrauch als das entsprechende etruskische und römische und Zahlzeichen. Entgegen der Vermutung älterer Forschung ist darum nach Gerschel anzunehmen, dass die Römer und Etrusker dieses Zahlzeichen nicht aus dem chalkidischen Alphabet, sondern ebenfalls aus der Kerbschrift älterer italischer Völker übernommen haben. Bei den Römern wurde es dann durch Abflachung des Winkels 𐰸 oder Rundbogens 𑀬 zu einem waagerechten Strich ⊥ und Verkürzung seiner linksseitigen Hälfte an den lateinischen Buchstaben L angeglichen. In dieser Form ist es erstmals 44 v. Chr. belegt.
Die Zahl 100 schrieben die Etrusker nach einem ähnlichen Prinzip wie die 50, indem das Zeichen X für 10 durch einen senkrechten Strich geteilt (ungefähr Ж) und so auf 100 verzehnfacht wurde (für die 1000 wurde ein X oder + in einem Kreis verwendet, etwa wie 𐌈 oder 𐊨). Nach den von Gerschel nachgewiesenen Parallelen wurde dieses Zeichen von den Etruskern ebenfalls aus der älteren italischen Kerbschrift übernommen. Die Römer und andere Völker Italiens schrieben die 100 demgegenüber als ein rechts- oder linksseitig offenes C. In der Forschung wurde dieses herkömmlich als Ableitung aus dem griechischen Buchstaben Theta (Zahlwert 9) gedeutet. Gerschel und Georges Ifrah dagegen vermuten, dass hier ebenfalls eine Abwandlung des kerbschriftlichen und etruskischen Zeichens für 100 vorliegt, bei der von einer – etruskisch belegten – gerundeten Schreibvariante des Ж unter dem Einfluss des lateinischen Zahlwortes centum („hundert“) nur der eine Rundbogen dieses Zeichens beibehalten wurde.
| 8. Stilvariante | 9. Stilvariante | Wert    |
| --------------- | --------------- | ------- |
|                 | ᚳ (?)           | 000.500 |
| ᛦ               | ᛣ               | 001.000 |
|                 |                 | 005.000 |
|                 | ,               | 010.000 |
|                 |                 | 050.000 |
|                 |                 | 100.000 |

Die Zahl 500 schrieben die Römer ursprünglich als eine Art waagerecht geteiltes D, also ungefähr D, und die Zahl 1000 als durch senkrechten Abstrich geteilten Kreis Φ oder Halbkreis (d. h. als eine Art kopfständiges Ψ, ähnlich dem Runenzeichen ᛦ, oder auch als ᛣ) oder als eine Art liegendes S oder liegende 8 (∞). In einigen Fällen wurde diese liegende 8 (∞) durch einen senkrechten Abstrich geteilt. Nach herkömmlicher Auffassung ist das römische Zeichen für 1000 aus dem griechischen Phi (Zahlwert 500) und das römische Zeichen für 500 durch dessen Halbierung entstanden. Gerschel und Ifrah dagegen vermuten, dass das römische Tausenderzeichen ursprünglich ein kerbschriftlicher senkrecht geteilter Kreis oder ein eingekreistes X oder Kreuz ⊕ war und das D durch dessen Halbierung entstand. Das römische Tausenderzeichen wurde seit etwa dem ersten Jahrhundert v. Chr. zunehmend durch den Buchstaben M (für mille: „tausend“) ersetzt. Die Zahlzeichen M und D sind inschriftlich erstmals 89 v. Chr. belegt.
Die römische Zahlschrift ist für die epigraphische oder dekorative Schreibung von Zahlen (insbesondere Jahreszahlen), für die Zählung von Herrschern, Päpsten und anderen Trägern gleichen Namens, für die Band-, Buch-, Kapitel- und Abschnittzählung in Texten und für die Bezifferung von Messinstrumenten wie dem Zifferblatt der Uhr noch immer in Gebrauch. Auch in der Notenschrift werden römische Ziffern benutzt, etwa zur Bezeichnung der Lage bzw. Bundes bei Saiteninstrumenten.

## Rechnen mit römischen Zahlen

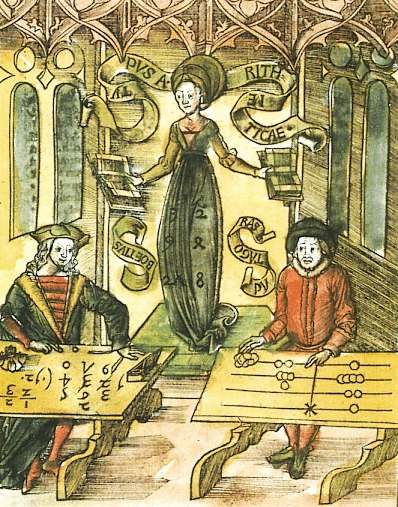
Sieg des schriftlichen Rechnens mit indischen Zahlen über das Rechnen mit römischen Zahlen auf dem Rechenbrett

Die römischen Zahlen haben hauptsächlich bei der Schreibung von Zahlwörtern, aber kaum in schriftlichen Rechenoperationen eine Rolle gespielt. Hierfür wurden Hilfsmittel wie die Fingerzahlen, das Rechenbrett und der Abakus herangezogen. Hierbei werden den römischen Zahlen wieder in einem Stellenwertsystem Werte (Anzahl Finger, Rechenmünzen, Kugeln) zugeordnet und mit diesen die Rechenoperation durchgeführt.
493 stellte Victorius von Aquitanien ein Tafelwerk mit 98 Spalten zusammen, in denen er die Produkte der Zahlen von den Brüchen bis zum Wert 1000 mit den Zahlen von 2 bis 50 in römischen Zahlen angab zur Erleichterung der Multiplikation und Division, der sogenannte Calculus Victorii.
Im Jahr 1202 erschien der Liber abbaci des italienischen Mathematikers Leonardo Fibonacci, mit dem er die indischen Zahlen, die er in Bejaja in Nordafrika kennengelernt hatte, in Europa bekannt machen wollte. Der deutsche Rechenmeister Adam Ries hat nach Untersuchung der existierenden Zahlensysteme ebenfalls den indischen Ziffern den Vorzug gegeben. Ries erkannte, dass durch die Null eine tabellarische Addition und Subtraktion gegenüber den römischen Ziffern wesentlich vereinfacht wurde. Mit der Etablierung von neuzeitlichem Rechnen auf Basis der indischen Ziffern läutete er Anfang des 16. Jahrhunderts das Ende der Nutzung von römischen Ziffern in mathematischen Zusammenhängen ein.